# Центральний банк Боснії і Герцеговини
Центральний банк Боснії і Герцеґовини (босн. Centralna banka Bosne i Hercegovine, CBBiH, хорв. Centralna banka Bosne i Hercegovine, CBBiH, серб. Централна банка Босне и Херцеговине, ЦББиХ) — центральний банк держави Боснія і Герцеговина.

## Історія
Центральний банк Боснії і Герцеґовини заснований законом, прийнятим Скупщиною (парламентом) Боснії і Герцеґовини 20 червня 1997 року. Банк почав операції 11 серпня того ж року.